# Nistosap Lake
Nistosap Lake är en sjö i Kanada.   Den ligger i provinsen Manitoba, i den centrala delen av landet, 2 100 km nordväst om huvudstaden Ottawa. Nistosap Lake ligger 322 meter över havet. Arean är 0,46 kvadratkilometer. Den ligger vid sjöarna  Naosap Lake och Nesosap Lake. Den sträcker sig 1,8 kilometer i nord-sydlig riktning, och 0,7 kilometer i öst-västlig riktning.
I omgivningarna runt Nistosap Lake växer i huvudsak barrskog. Trakten runt Nistosap Lake är nära nog obefolkad, med mindre än två invånare per kvadratkilometer.